# کورکندی
کورکندی (به ترکی آذربایجانی: Kürkəndi) یک منطقه مسکونی در جمهوری آذربایجان است که در شهرستان صابرآباد واقع شده‌است. کورکندی ۱۸۷۸ نفر جمعیت دارد.

## دین
در مسجد جامع کورکندی به‌نام زهرا یک هیئت مذهبی وجود دارد.